# Ефимович, Кондратий Дмитриевич
Кондра́тий Дми́триевич Ефимо́вич (1815—1847) — русский драматург и театральный критик.

## Биография
Родился 7 (19) января 1815 года — сын штабс-капитана Дмитрия Кондратьевича Ефимовича (1790—16.03.1833) от его брака (07 января 1814 года) с дочерью лютеранского пастора Генриеттой Фёдоровной фон Гун (1796—28.2.1855). Будучи офицером, часто публиковал свои произведения анонимно. Иногда работал под псевдонимом Ивана Ралянча; именно так значится в репертуаре Малого театра его пьеса «Дуглас Чёрный», исполненная 24 апреля 1846 в Малом театре в бенефис Л. Л. Леонидова.
Первая же постановка его пьесы «Эспаньолетто, или Отец и художник» (написана под псевдонимом И. Ралянч, 1844, Александринский театр) получила отрицательные отзывы Некрасова и Белинского. Тем не менее автор рук не опустил и продолжал сочинять пьесы: «Отставной театральный музыкант и княгиня», «Владимир Заревский» и «Кащей, или Пропавший перстень» — эти три постановки прошли в 1846 г. в Александринском театре и знаменуют собой эволюцию творчества драматурга от романтической мелодрамы до современной русской социально-бытовой и социально-психологической драмы — влияние гоголевской «натуральной школы» и принципов сценического искусства А. Е. Мартынова. Театральная энциклопедия подчеркивает, что пьесы К. Ефимовича 

отличает социальная заострённость конфликта, сочувственное изображение простого человека-труженика, стремление к психологической углублённости образов, пристальное внимание к бытовым деталям.
Исполнителями ролей в пьесах были знаменитые актёры: В. А. Каратыгин — главная роль в драме «Владимир Заревский»; А. Е. Мартынов — Дряжкин в пьесе «Кащей, или Пропавший перстень»; В. В. Самойлов, В. В. Самойлова и др.
Находясь под творческим влиянием Гоголя, Ефимович переделал для постановки его повесть «Тарас Бульба», однако пьеса была отвергнута цензорским комитетом императорских театров:

Самая первая инсценировка «Тараса Бульбы» была написана еще при жизни Гоголя, в 1846 г. Её автором был драматург Кондратий Дмитриевич Ефимович, гвардейский офицер. В начале 1847 г. его пьеса поступила на рассмотрение драматической цензуры и была запрещена, так как, по словам цензора, «общий интерес» пьесы был основан исключительно «на представлении древней казацкой вольницы».— РГИА. Ф. 780. Оп.1. № 24. Л. 23.
Данилов С. С.  Гоголь и театр. — Л., 1936. — С. 179.
Кроме того, Ефимович был известен как театральный критик. Его статьи, а также драматургические произведения постоянно публиковались в театральной прессе Петербурга, в сборниках, а также выходили отдельными книгами.
Умер в 1847 году.